# Xã North Detroit, Quận Brown, Nam Dakota
Xã North Detroit (tiếng Anh: North Detroit Township) là một xã thuộc quận Brown, tiểu bang Nam Dakota, Hoa Kỳ. Năm 2010, dân số của xã này là 44 người.